# Vale de Prazeres
Vale de Prazeres ist ein Ort und eine ehemalige Gemeinde (Freguesia) im portugiesischen Kreis Fundão. Die Gemeinde hatte 1264 Einwohner (Stand 30. Juni 2011).
Am 29. September 2013 wurden die Gemeinden Vale de Prazeres und Mata da Rainha zur neuen Gemeinde União das Freguesias de Vale de Prazeres e Mata da Rainha zusammengeschlossen. Vale de Prazeres ist Sitz dieser neu gebildeten Gemeinde.